# Schots voetbalkampioenschap 1970/71
1970-71 was het 74ste seizoen van het Schotse landskampioenschap. Celtic uit Glasgow werd landskampioen waardoor de club haar kampioensreeks voortzette die vanaf 1966 werd ingezet.

## Scottish League Division One
| №  | Club                 | WG | W  | G  | V  | DV | DT | +/– | Punten |
| -- | -------------------- | -- | -- | -- | -- | -- | -- | --- | ------ |
|    | Celtic               | 34 | 25 | 6  | 3  | 89 | 23 | +66 | 56     |
| 2  | Aberdeen             | 34 | 24 | 6  | 4  | 68 | 18 | +50 | 54     |
| 3  | St. Johnstone        | 34 | 19 | 6  | 9  | 59 | 44 | +15 | 44     |
| 4  | Rangers              | 34 | 16 | 9  | 9  | 58 | 34 | +24 | 41     |
| 5  | Dundee               | 34 | 14 | 10 | 10 | 53 | 45 | +8  | 38     |
| 6  | Dundee United        | 34 | 14 | 8  | 12 | 53 | 54 | –1  | 36     |
| 7  | Falkirk              | 34 | 13 | 9  | 12 | 46 | 53 | –7  | 35     |
| 8  | Morton               | 34 | 13 | 8  | 13 | 44 | 44 | 0   | 34     |
| 9  | Airdrieonians        | 34 | 13 | 8  | 13 | 60 | 65 | –5  | 34     |
| 10 | Motherwell           | 34 | 13 | 8  | 13 | 43 | 47 | –4  | 34     |
| 11 | Hearts               | 34 | 13 | 7  | 14 | 41 | 40 | +1  | 33     |
| 12 | Hibernian            | 34 | 10 | 10 | 14 | 47 | 53 | –6  | 30     |
| 13 | Kilmarnock           | 34 | 10 | 8  | 16 | 43 | 67 | –24 | 28     |
| 14 | Ayr United           | 34 | 9  | 8  | 17 | 37 | 54 | –17 | 26     |
| 15 | Clyde                | 34 | 8  | 10 | 16 | 33 | 59 | –26 | 26     |
| 16 | Dunfermline Athletic | 34 | 6  | 11 | 17 | 44 | 56 | –12 | 23     |
| 17 | St. Mirren           | 34 | 7  | 9  | 18 | 38 | 56 | –18 | 23     |
| 18 | Cowdenbeath          | 34 | 7  | 3  | 24 | 33 | 69 | –36 | 17     |

## Scottish League Division Two
| №  | Club                | WG | W  | G  | V  | DV | DT | +/− | Punten |
| -- | ------------------- | -- | -- | -- | -- | -- | -- | --- | ------ |
| 1  | Partick Thistle     | 36 | 23 | 10 | 3  | 78 | 26 | 52  | 56     |
| 2  | East Fife           | 36 | 22 | 7  | 7  | 86 | 44 | +42 | 51     |
| 3  | Arbroath            | 36 | 19 | 8  | 9  | 80 | 52 | +28 | 46     |
| 4  | Dumbarton           | 36 | 19 | 6  | 11 | 87 | 46 | +41 | 44     |
| 5  | Clydebank           | 36 | 17 | 8  | 11 | 57 | 43 | +14 | 42     |
| 6  | Montrose            | 36 | 17 | 7  | 12 | 78 | 64 | +14 | 41     |
| 7  | Albion Rovers       | 36 | 15 | 9  | 12 | 53 | 52 | +1  | 39     |
| 8  | Raith Rovers        | 36 | 15 | 9  | 12 | 62 | 62 | 0   | 39     |
| 9  | Stranraer           | 36 | 14 | 8  | 14 | 54 | 52 | +2  | 36     |
| 10 | Stenhousemuir       | 36 | 14 | 8  | 14 | 64 | 70 | −6  | 36     |
| 11 | Queen of the South  | 36 | 13 | 9  | 14 | 50 | 56 | −6  | 35     |
| 12 | Stirling Albion     | 36 | 12 | 8  | 16 | 61 | 61 | 0   | 32     |
| 13 | Queen's Park        | 36 | 13 | 4  | 19 | 51 | 72 | −21 | 30     |
| 14 | Berwick Rangers     | 36 | 10 | 10 | 16 | 42 | 60 | −18 | 30     |
| 15 | Forfar Athletic     | 36 | 9  | 11 | 16 | 63 | 75 | −12 | 29     |
| 16 | Alloa Athletic      | 36 | 9  | 11 | 16 | 56 | 86 | −30 | 29     |
| 17 | East Stirlingshire  | 36 | 9  | 9  | 18 | 57 | 86 | −29 | 27     |
| 18 | Hamilton Academical | 36 | 8  | 7  | 21 | 50 | 79 | −29 | 23     |
| 19 | Brechin City        | 36 | 6  | 7  | 23 | 30 | 73 | −43 | 19     |

## Bekers

### Scottish Cup
Celtic FC 2-1 Rangers FC

### Scottish League Cup
Rangers FC 1-0 Celtic FC

## Nationaal elftal
| Datum            | Plaats                        | Tegenstander  | Score | Competitie        | Schotland scorers |
| ---------------- | ----------------------------- | ------------- | ----- | ----------------- | ----------------- |
| 11 november 1970 | Hampden Park, Glasgow (H)     | Denemarken    | 1-0   | EKQ               | John O'Hare       |
| 3 februari 1971  | Stade Sclessin, Luik (A)      | België        | 0-3   | EKQ               |                   |
| 21 april 1971    | Estadio da Luz, Lissabon (A)  | Portugal      | 0-2   | EKQ               |                   |
| 15 mei 1971      | Ninian Park, Cardiff (A)      | Wales         | 0-0   | BHC               |                   |
| 18 mei 1971      | Hampden Park, Glasgow (H)     | Noord-Ierland | 0-1   | BHC               |                   |
| 22 mei 1971      | Wembley Stadium, Londen (A)   | Engeland      | 1-3   | BHC               | Hugh Curran       |
| 9 juni 1971      | Idraetsparken, Kopenhagen (A) | Denemarken    | 0-1   | EKQ               |                   |
| 14 juni 1971     | Lenin Stadion, Moskou (A)     | Sovjet-Unie   | 0-1   | Vriendschappelijk |                   |

- Scores worden eerst voor Schotland weergegeven ongeacht thuis- of uitwedstrijd

Football League: 1890/91 · 1891/92 · 1892/93

First Division: 1893/94 · 1894/95 · 1895/96 · 1896/97 · 1897/98 · 1898/99 · 1899/00 · 1900/01 · 1901/02 · 1902/03 · 1903/04 · 1904/05 · 1905/06 · 1906/07 · 1907/08 · 1908/09 · 1909/10 · 1910/11 · 1911/12 · 1912/13 · 1913/14 · 1914/15 · 1915/16 · 1916/17 · 1917/18 · 1918/19 · 1919/20 · 1920/21 · 1921/22 · 1922/23 · 1923/24 · 1924/25 · 1925/26 · 1926/27 · 1927/28 · 1928/29 · 1929/30 · 1930/31 · 1931/32 · 1932/33 · 1933/34 · 1934/35 · 1935/36 · 1936/37 · 1937/38 · 1938/39 · 1939/40 · 1940/41 · 1941/42 · 1942/43 · 1943/44 · 1944/45 · 1945/46 · 1946/47 · 1947/48 · 1948/49 · 1949/50 · 1950/51 · 1951/52 · 1952/53 · 1953/54 · 1954/55 · 1955/56 · 1956/57 · 1957/58 · 1958/59 · 1959/60 · 1960/61 · 1961/62 · 1962/63 · 1963/64 · 1964/65 · 1965/66 · 1966/67 · 1967/68 · 1968/69 · 1969/70 · 1970/71 · 1971/72 · 1972/731973/74 · 1974/75

Premier Division: 1975/76 · 1976/77 · 1977/78 · 1978/79 · 1979/80 · 1980/81 · 1981/82 · 1982/83 · 1983/84 · 1984/85 · 1985/86 · 1986/87 · 1987/88 · 1988/89 · 1989/90 · 1990/91 · 1991/92 · 1992/93 · 1993/94 · 1994/95 · 1995/96 · 1996/97 · 1997/98

Premier League: 1998/99 · 1999/00 · 2000/01 · 2001/02 · 2002/03 · 2003/04 · 2004/05 · 2005/06 · 2006/07 · 2007/08 · 2008/09 · 2009/10 · 2010/11 · 2011/12 · 2012/13

Premiership: 2013/14 · 2014/15 · 2015/16 · 2016/17 · 2017/18 · 2018/19 · 2019/20 · 2020/21